# Pentanisia microphylla
Pentanisia microphylla är en måreväxtart som först beskrevs av Adrien René Franchet, och fick sitt nu gällande namn av Emilio Chiovenda. Pentanisia microphylla ingår i släktet Pentanisia och familjen måreväxter. Inga underarter finns listade i Catalogue of Life.